# LibraryThing
LibraryThing – internetowy serwis społecznościowy umożliwiający katalogowanie prywatnych bibliotek i komunikację między miłośnikami książek.
Pomysłodawcą strony jest Tim Spalding, który otworzył ją 29 sierpnia 2005. Obecnie korzysta z niej ponad 400 tysięcy użytkowników, a liczba wpisanych książek przekroczyła 26 milionów. Wychodząc od własnego katalogu, użytkownicy mogą odnajdywać się nawzajem, wyszukując podobne do własnych biblioteki, dyskutując o książkach i przekazując informacje o wydarzeniach z nimi związanych.
Strona utrzymuje się z reklam Google AdSense wyświetlanych niezalogowanym użytkownikom oraz opłat (10 USD za rok) za korzystanie od osób, które wpisują więcej niż 200 książek.

## Funkcjonalność
Podstawową funkcją serwisu jest katalogowanie bibliotek użytkowników, z pomocą źródeł danych bibliograficznych takich jak biblioteki i księgarnie internetowe, które umożliwiają komunikacją poprzez protokół Z39.50. W większości przypadków wystarczy wpisać numer ISBN, tytuł lub autora i zatwierdzić jeden z wyników wyszukiwania. W przypadku gdy wybrana pozycja nie zostanie znaleziona, pozostaje możliwość wpisania ręcznego. Przenosząc się z innego serwisu lub programu katalogującego, LibraryThing oferuje możliwość importowania całej kolekcji.
Książki można dodatkowo opisywać, przypisując im tagi, dodając okładki, pisząc recenzje i oceniając je. Podobnie uzupełniać można informacje o autorach.
Na bazie własnej biblioteki możliwy jest kontakt z innymi zarejestrowanymi użytkownikami, przeglądając listę posiadających te same pozycje. LibraryThing może również przeanalizować bazę wszystkich wpisanych książek i zaproponować zbliżone tematycznie pozycje.
Część serwisu nazwana LibraryThing Lokalne umożliwia wpisywanie księgarni, bibliotek, targów i innych fizycznych miejsc związanych z książkami, w których później można rejestrować wydarzenia, takie jak spotkania z autorami, odczyty, imprezy promocyjne.
Użytkownicy mogą łączyć się w grupy, zależnie od zainteresowań, pochodzenia i dowolnych innych czynników. W ramach grup można prowadzić dyskusje na indywidualnych forach.
Jedna z takich grup, nazwana I See (Dead) Peoples' Books zajmuje się katalogowaniem zbiorów postaci historycznych, które później inni użytkownicy mogą przeglądać i porównywać ze swoimi. Utworzonych zostało dotychczas 17 katalogów takich postaci jak m.in. Ernest Hemingway, Maria Antonina a nawet Tupac Shakur.

## Wielojęzyczność
Z LibraryThing korzystają miłośnicy książek z całego świata. Obok wersji angielskiej serwisu dostępne jest 47 tłumaczeń, w tym polskie. Każde tłumaczenie jest dostępne pod osobnym adresem, rozpoczynającym się od kodu kraju, np. pl.librarything.com (polski), de.librarything.com (niemiecki).
LibraryThing łączy się również bibliotekami i księgarniami z całego świata, pobierając z nich informacje bibliograficzne. Z polskich źródeł dostępne są obecnie dwa:
- Biblioteka Narodowa
- Biblioteka Politechniki Krakowskiej

Dodanie kolejnych polskich bibliotek uzależnione jest od nich samych i możliwości skorzystania z serwerów Z39.50. Większość bibliotek posiada takie, jakkolwiek problemy z wydajnością i licencjami uniemożliwiają wykorzystanie ich przez serwisy zewnętrzne.